# Mičije
Mičije (cyr. Мичије) – wieś w Bośni i Hercegowinie, w Republice Serbskiej, w gminie Gradiška. W 2013 roku liczyła 41 mieszkańców.